# 摩羯座ξ
摩羯座ξ，又名BD-12 5664，HD 191753、SAO 163328、HR 7712，是摩羯座的一颗恒星，视星等为6.34，位于銀經30.58，銀緯-23.39，其B1900.0坐标为赤經20h 6m 25.4s，赤緯-12° -23.39′ 22″。